# Bannière publicitaire

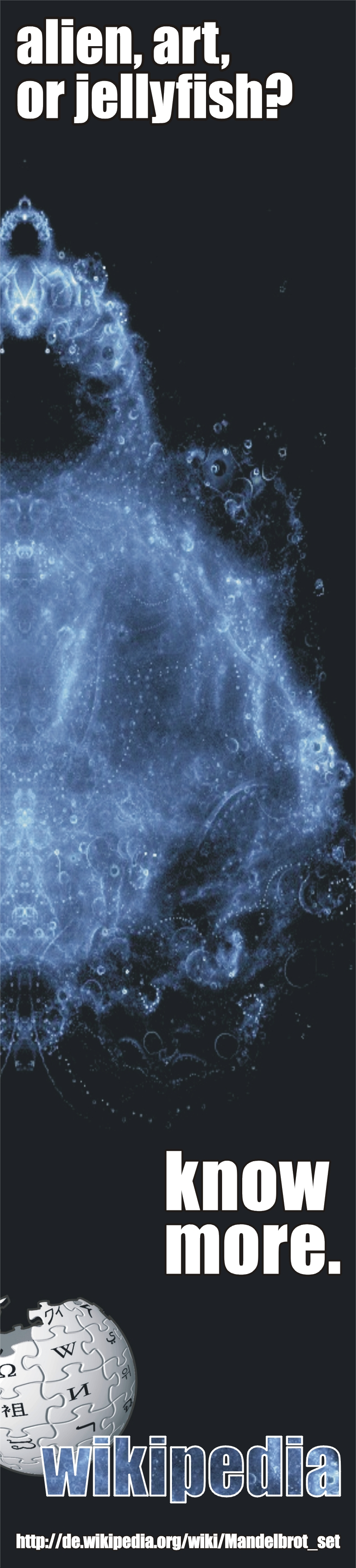
Exemple de bannière publicitaire pour wikipedia en allemand.

La bannière publicitaire est une forme de publicité en ligne distribuée par un serveur de publicité sur le World Wide Web. Ce type de publicité implique l'intégration d'une annonce dans une page web. Son but est d'attirer du trafic vers un site web en se connectant au site web de l'annonceur.
Parfois peu appréciées des utilisateurs, en raison de l'encombrement qu'elles entraînent sur une page web, les bannières publicitaires se voient concurrencées par des technologies telles que IntelliTXT qui ne se déploient que lorsque l'internaute quitte la page qu'il visitait. Il arrive que les visiteurs d'un site web vont, consciemment ou non, ignorer les bannières publicitaires, ce phénomène appelé banner blindness, ou cécité aux publicités, fait se développer d'autres types de publicité en ligne comme le native advertising.
Les tailles des bannières respectent un standard fixé par l'Interactive Advertising Bureau.

## StandardIAB

### Bannières
- 300 x 250 px (Big Box)
- 468 x 60 px
- 392 x 72 px
- 234 x 60 px
- 804 x 80 px

### Boutons
- 120 x 60 px
- 88 x 31 px

### Leaderboards
- 728 x 90 px
- 1000 x 90 px

### Bilboards
- 128 x 90 px
- 180 x 150 px
- 300 x 250 px
- 336 x 280 px

### Carré
- 150 x 150 px
- 250 x 250 px

### Skyscraper
- 120 x 240 px
- 120 x 600 px
- 160 x 600 px
- 240 x 400 px
- 160 x 320 px

### Pop-ups
- Pop-under = 720 x 300 px (50 kb image, 50 kb Flash)
- Pop-up = 250 x 250 px (30 kb image, 40 kb Flash)
- Pop-up grand format = 550 x 480 px (30 kb image, 40 kb Flash)